# Popis popisa
| Indeks: 0-9 A B C Č Ć D Dž Đ E F G H I J K L Lj M N Nj O P Q R S Š T U V W X Y Z Ž |

Ovo je popis svih popisa na hrvatskoj wikipediji.
Popisi pomažu dobiti pregled od jedne teme.
Složeni su abecedno, po riječi iza riječi "popis". Ako iza riječi "popis" slijedi riječ "poznatih" ili "istaknutih", onda je navedeni članak svrstan po idućoj riječi, riječi iza riječi "poznatih" ili "istaknutih".

## A
- Dodatak:Abecedni popis indijanskih plemena
- Dodatak:Abecedni popis mjesta u SAD-u/A
- Dodatak:Popis afganistanskih filozofa
- Popis poznatih aikidoka
- Dodatak:Popis albanskih filozofa
- Dodatak:Popis američkih filozofa
- Dodatak:Popis animea
- Dodatak:Popis arapskih filozofa
- Dodatak:Popis argentinskih filozofa
- Dodatak:Popis poznatih argentinskih Hrvata
- Dodatak:Popis asteroida/1-100
- Dodatak:Popis australskih filozofa
- Dodatak:Popis austrijskih filozofa
- Popis autora kriminalističkih romana

## B
- Popis baroknih skladatelja
- Dodatak:Popis basista
- Dodatak:Popis belgijskih filozofa
- Dodatak:Popis beninskih filozofa
- Popis besplatnih i javno dostupnih sveučilišnih video predavanja
- Dodatak:Popis bitaka 1475. pr. Kr. – 600.
- Dodatak:Popis bitaka 601. – 1400.
- Dodatak:Popis bitaka 1401. – 1800.
- Dodatak:Popis bitaka 1801. – 1900.
- Dodatak:Popis bitaka 1901. – 2000.
- Dodatak:Popis bitaka 2001. – 2100.
- Dodatak:Popis bivših država
- Dodatak:Popis bizantskih careva
- Dodatak:Popis bjeloruskih filozofa
- Popis boćarskih klubova u Hrvatskoj
- Dodatak:Popis bosanskohercegovačkih filozofa
- Dodatak:Popis brazilskih filozofa
- Dodatak:Popis brodogradilišta u Hrvatskoj
- Dodatak:Popis brodskih prefiksa
- Dodatak:Popis bubnjara
- Dodatak:Popis bugarskih filozofa
- Popis bugarskih vladara

## C
- Dodatak:Popis civilnih brodova na nuklearni pogon
- Dodatak:Popis crkava u Hrvatskoj
- Popis crkvenih redova
- Popis značajnijih crnogorskih filmskih i kazališnih stvaratelja
- Dodatak:Popis crnogorskih filozofa
- Popis crnogorskih glazbenika
- Popis crnogorskih glumaca
- Dodatak:Popis crnogorskih vaterpolskih klubova

## Č
- Popis čeških filozofa
- Popis čeških vladara
- Popis poznatih čileanskih Hrvata

## D
- Dodatak:Popis danskih filozofa
- Popis danskih nogometnih reprezentativaca
- Dodatak:Popis desetljeća
- Popis dinastija
- Dodatak:Popis djela Slavka Kolara
- Popis dramskih pisaca Velike Britanije
- Popis država
- Dodatak:Popis država po datumu državnosti
- Dodatak:Popis država po gustoći stanovništva
- Dodatak:Popis država po kontinentima
- Dodatak:Popis država po površini
- Dodatak:Popis država po stanovništvu
- Dodatak:Popis državnih krilatica
- Dodatak:Popis dubrovačkih ljetnikovaca
- Popis državnih zastava

## E
- Popis E brojeva
- Popis egipatskih filozofa
- Popis engleskih filozofa
- Popis engleskih i britanskih vladara
- Popis etiopskih filozofa

## F
- Popis faraona
- Popis filipinskih filozofa
- Popis filmova
- Popis filmskih glumaca
- Popis filmskih redatelja
- Popis filozofa
- Popis filozofskih termina
- Popis finskih filozofa
- Popis fizičara
- Popis fobija
- Popis franačkih kraljeva
- Popis francuskih filozofa
- Popis francuskih predsjednika
- Popis francuskih vladara

## G
- Dodatak:Popis ganskih filozofa
- Popis geografa
- Dodatak:Popis gitarista
- Dodatak:Popis glavnih gradova
- Popis glavnih gradova kanadskih pokrajina i teritorija
- Popis glavnih tajnika Savez komunista Jugoslavije
- Dodatak:Popis godina
- Dodatak:Popis poznatih gradišćanskih Hrvata
- Popis gradonačelnika Bordeauxa
- Dodatak:Popis gradova u Brazilu
- Dodatak:Popis gradova u Hrvatskoj
- Dodatak:Popis gradova u Iranu
- Dodatak:Popis gradova u Rusiji
- Dodatak:Popis gradova u Tanzaniji
- Dodatak:Popis grčkih filozofa
- Dodatak:Popis gruzijskih filozofa
- Dodatak:Popis gvatemalskih filozofa
- Dodatak:Popis gvinejskih filozofa

## H
- Dodatak:Popis Härada u Švedskoj
- Dodatak:Popis hrvatskih arheologa
- Dodatak:Popis hrvatskih arhitekata
- Popis hrvatskih banova
- Popis hrvatskih biologa
- Popis hrvatskih boksača
- Dodatak:Popis hrvatskih dvoraca i utvrda
- Popis hrvatskih dirigenata
- Popis hrvatskih ekonomista
- Popis hrvatskih filozofa
- Popis hrvatskih generala
- Dodatak:Popis hrvatskih glasovirskih pedagoga

- Dodatak:Popis hrvatskih i hrvatsko-ugarskih kraljeva
- Popis hrvatskih jezikoslovaca
- Popis hrvatskih klasičnih i folklornih glazbenika
- Popis hrvatskih književnih manifestacija
- Dodatak:Popis hrvatskih nogometnih klubova
- Dodatak:Popis hrvatskih nogometnih klubova u dijaspori
- Popis hrvatskih NOP odreda
- Popis hrvatskih operacija u Domovinskom ratu
- Popis hrvatskih opernih pjevača
- Dodatak:Popis hrvatskih osvajača olimpijskih medalja
- Dodatak:Popis hrvatskih pasmina domaćih životinja
- Popis hrvatskih pijanista
- Dodatak:Popis hrvatskih povjesničara umjetnosti
- Dodatak:Popis hrvatskih pravednika među narodima
- Dodatak:Popis hrvatskih predsjednika Vlade
- Popis hrvatskih preporodnih književnika
- Dodatak:Popis hrvatskih romanopisaca
- Popis hrvatskih skladatelja klasične i folklorne glazbe
- Popis hrvatskih športaša
- Popis hrvatskih svetaca i blaženika
- Popis hrvatskih vaterpolskih klubova
- Popis hrvatsko-inojezičnih rječnika

## I
- Popis imena
- Popis imenovanih asteroida
- Popis poznatih Indijanaca
- Popis indijskih filozofa
- Dodatak:Popis iranskih planiranih gradova
- Popis irskih pisaca
- Popis irskih filozofa
- Popis iseljeničkih nogometnih klubova u Švedskoj
- Popis istraživača
- Popis Italo disco izvođača

## J
- Dodatak:Popis jadranskih ribljih vrsta
- Dodatak:Popis japanskih filozofa
- Dodatak:Popis jela međimurske kuhinje
- Dodatak:Popis jezika

## K
- Dodatak:Popis kanadskih filozofa
- Popis kapetana regenata San Marina
- Dodatak:Popis kazališnih glumaca
- Popis kazališnih redatelja
- Dodatak:Popis kineskih filozofa
- Popis klubova koji su sudjelovali u Euroligi
- Dodatak:Popis knezova budvanske komune
- Dodatak:Popis književnih SF djela
- Dodatak:Popis kodova ruskih subjekata
- Popis kompozicija Đorđa Novkovića
- Popis kosti kostura čovjeka
- Dodatak:Popis kratica država na Olimpijskim igrama
- Dodatak:Popis kratica u računarstvu

## L
- Popis libanonskih filozofa
- Popis likova iz Gospodara svemira
- Popis likova koji se pojavljuju u Harryju Potteru
- Popis likova u književnim djelima

## M
- Popis mađarskih filozofa
- Popis poznatih mađarskih vaterpolista
- Popis mađarskih vladara
- Popis makedonskih autora stripa
- Dodatak:Popis marijanskih svetišta u Hrvatskoj
- Dodatak:Popis marijanskih svetišta u svijetu
- Popis masovnih zločina nad Hrvatima u Domovinskom ratu
- Dodatak:Popis međunarodnih registracijskih oznaka za cestovna vozila
- Popis Messierovih objekata
- Popis metal glazbenih sastava
- Popis ministara predsjednika Valonije
- Dodatak:Popis mišića ljudskog tijela
- Popis mitoloških bića
- Popis mjesta imenovanih po Franji Tuđmanu
- Dodatak:Popis mjesta imenovanih po Josipu Brozu Titu
- Dodatak:Popis mjesta imenovanih po Kristoforu Kolumbu
- Dodatak:Popis mjesta svjetske baštine u Africi
- Dodatak:Popis mjesta svjetske baštine u Americi
- Dodatak:Popis mjesta svjetske baštine u Aziji i Oceaniji
- Dodatak:Popis mjesta svjetske baštine u Europi
- Popis mletačkih duždeva
- Popis monarhija
- Popis muzeja u Hrvatskoj

## N
- Popis najpoznatijih NLO susreta
- Popis najsvjetlijih zvijezda
- Popis najvećih pomorskih nesreća
- Dodatak:Popis naroda
- Dodatak:Popis Naruto epizoda
- Dodatak:Popis Naruto dijelova radnje
- Dodatak:Popis Naruto Shippuden epizoda
- Dodatak:Popis naseljenih otoka u Hrvatskoj
- Dodatak:Popis nastupa za hrvatsku nogometnu reprezentaciju
- Popis negativaca iz stripa Zagor
- Popis nepriznatih država
- Popis NGC objekata
- Dodatak:Popis ninskih biskupa
- Dodatak:Popis nintendovih arkadnih igara
- Dodatak:Popis nizozemskih filozofa
- Dodatak:Popis nogometnih klubova
- Dodatak:Popis nogometnih klubova koji su igrali UEFA-inu Ligu prvaka
- Dodatak:Popis nogometnih stadiona prema kapacitetu gledališta
- Dodatak:Popis norveških filozofa
- Dodatak:Popis novozelandskih filozofa

## Nj
- Popis njemačkih careva
- Dodatak:Popis njemačkih filozofa
- Popis njemačkih kraljeva i njemačko-rimskih careva
- Popis njemačkih ministara obrane

## O
- Popis poznatih opera
- Dodatak:Popis osmanskih sultana
- Popis osnovnih geografskih tema
- Popis osoba
- Dodatak:Popis osoba povezanih s Prvim svjetskim ratom
- Popis osvajača Stanleyeva kupa
- Dodatak:Popis otoka Crne Gore
- Popis otoka Hrvatske
- Dodatak:Popis otoka u Brazilu

## P
- Dodatak:Popis palača u Hrvatskoj
- Popis papa
- Popis poznatih pasa
- Dodatak:Popis peruanskih filozofa
- Dodatak:Popis poznatih peruanskih Hrvata
- Popis perzijskih vladara iz dinastije Sasanida
- Popis istaknutih pionira računarstva
- Dodatak:Popis pisaca znanstvene fantastike
- Popis plesača
- Popis pobjednika Tour de Francea
- Popis pobjednika US Open – pojedinačna konkurencija – muškarci
- Dodatak:Popis podijeljenih otoka
- Dodatak:Popis poginulih branitelja u Domovinskom ratu
- Dodatak:Popis Pokémona
- Popis pokrajina
- Popis pokrajina i teritorija Kanade po površini
- Popis političkih stranaka u BiH
- Popis političkih stranaka u Sloveniji
- Popis politike po državama
- Dodatak:Popis poljskih filozofa
- Dodatak:Popis poljskih vladara
- Popis popisa
- Dodatak:Popis portugalskih filozofa
- Popis portugalskih kraljeva
- Dodatak:Popis povijesnih glavnih gradova
- Dodatak:Popis predsjednika Italije
- Popis predsjednika Katalonije
- Popis predsjednika Namibije
- Popis predsjednika Naurua
- Popis predsjednika SAD
- Popis predsjednika Sjeverne Koreje
- Popis predsjednika Togoa
- Dodatak:Popis predsjednika vlade Italije
- Popis predsjednika Vlade socijalističke Jugoslavije
- Popis premijera Namibije
- Popis premijera Sjeverne Koreje
- Popis Premijera Ujedinjenog Kraljevstva
- Popis prezimena plemena Minahasa
- Dodatak:Popis programskih jezika
- Popis proizvoda tvrtke Gibson Guitar Corporation
- Dodatak:Popis proizvođača automobila
- Popis pruskih kraljeva
- Popis ptičjih vrsta
- Popis pulskih gradonačelnika
- Popis poznatih Hrvata

## R
- Popis računalnih znanstvenika
- Popis raketnih letjelica
- Popis ratova
- Dodatak:Popis registracijskih oznaka za cestovna vozila u Estoniji
- Popis registracijskih oznaka za cestovna vozila u Hrvatskoj
- Popis registracijskih oznaka za plovila u Hrvatskoj
- Popis religija
- Popis rijeka
- Popis rimskih careva
- Popis rumunjskih kraljeva
- Popis ruskih filozofa
- Popis ruskih vladara

## S
- Dodatak:Popis saksofonista
- Dodatak:Popis sarajevskih nogometnih klubova
- Popis saveznika iz stripa Zagor
- Dodatak:Popis senegalskih filozofa
- Popis sisavaca u Hrvatskoj
- Dodatak:Popis skladbi Dietricha Buxtehudea
- Dodatak:Popis skladbi Dmitrija Šostakoviča
- Dodatak:Popis skladbi Ludwiga van Beethovena
- Dodatak:Popis skladbi Wolfganga Amadeusa Mozarta
- Popis slikara
- Dodatak:Popis slovačkih filozofa
- Dodatak:Popis slovenskih filozofa
- Dodatak:Popis slovenskih pisaca i pjesnika iz Mađarske
- Popis poznatih splitskih dramskih umjetnika
- Popis poznatih splitskih glazbenika
- Popis poznatih splitskih športaša
- Popis športaša
- Dodatak:Popis srednjovjekovnih statuta hrvatskih gradova
- Popis srednjovjekovnog oružja
- Dodatak:Popis srpskih filozofa
- Popis srpskih koncentracijskih logora u Domovinskom ratu i ratu u BiH
- Popis stijena
- Dodatak:Popis stoljeća
- Dodatak:Popis strijelaca hrvatske nogometne reprezentacije
- Dodatak:Popis Suzuki motocikala
- Dodatak:Popis katoličkih svetaca
- Popis svjetskih prvaka i osvajača medalja na Svjetskim prvenstvima u atletici
- Popis svjetskih prvaka u teškoj kategoriji u profesionalnom boksu
- Popis svjetskih prvakinja i osvajačica medalja na Svjetskim prvenstvima u atletici

## Š
- Popis šefova država i vlada
- Popis škotskih filozofa
- Popis španjolskih autonomnih zajednica po broju stanovnika
- Popis španjolskih autonomnih zajednica po površini
- Popis španjolskih filozofa
- Popis španjolskih vladara
- Popis švedskih filozofa
- Popis švicarskih filozofa

## T
- Popis poznatih talijanskih Hrvata
- Popis tajvanskih filozofa
- Popis talijanskih filozofa
- Popis talijanskih vaterpolskih klubova
- Dodatak:Popis poznatih Tatara
- Popis tekstova pjesama Đorđa Novkovića
- Popis teorija o podrijetlu Hrvata
- Popis termalnih lječilišta u Hrvatskoj
- Popis tijela Sunčeva sustava prema promjeru
- Popis trinidadskih filozofa

## V
- Popis valuta
- Popis valuta po državama
- Dodatak:Popis Velikih nagrada Formule 1
- Dodatak:Popis velških filozofa
- Dodatak:Popis vladara Kijevske Rusi
- Dodatak:Popis vođa u Nezavisnoj Državi Hrvatskoj
- Dodatak:Popis vozača u Formuli 1

## Z
- Dodatak:Popis zagrebačkih biskupa i nadbiskupa
- Dodatak:Popis zagrebačkih gradonačelnika
- Popis zaraznih bolesti
- Popis zavisnih teritorija
- Popis zviježđa po površini

## Ž
- Popis žena dobitnica Nobelovih nagrada
- Popis židovskih filozofa
- Popis židovskih vladara
- Popis žitarica